# بخش اسپرینگ فیلد (شهرستان ماسکینگوم، اوهایو)
بخش اسپرینگ فیلد (به انگلیسی: Springfield Township) یک منطقهٔ مسکونی در ایالات متحده آمریکا است که در شهرستان ماسکینگام، اوهایو واقع شده‌است.
 بخش اسپرینگ فیلد ۴۸٫۳ کیلومتر مربع مساحت و ۵٬۴۳۳ نفر جمعیت دارد و ۲۶۲ متر بالاتر از سطح دریا واقع شده‌است.